# Копчев, Борис
Борис Диков Копчев (Митьо) (болг. Борис Диков Копчев (Митьо), 25 сентября 1906, Свиштов, Княжество Болгария — 21 мая 1989, София) — болгарский военно-политический деятель, революционер, член БКП, участник движения сопротивления во время Второй Мировой войны, партизан, генерал-лейтенант. Герой Социалистического Труда (НРБ)

## Биография
Родился в бедной многодетное семье. С юновсти занимался революционной деятельностью. Пропагандировал социалистические идеи среди столичного пролетариата. Член РМС с 1923 года, секретарь районной первичной организации РМС в Софии с 1925 года.
Подвергался гонениям властей. С 1926 года — на нелегальном положении. В том же году эмигрировал в Югославию. В 1927 году переехал в СССР. Окончил Коммунистический университет национальных меньшинств Запада имени Мархлевского. Стал членом ВКП(б).
По решению Заграничного бюро в 1930 году нелегально вернулся в Болгарию, где стал членом ЦК БКП. В результате предательства был арестован полицией при этом получил серьёзное ранение . До 1941 года находился в крестопольском лагере. Бежал вместе с Антоном Юговым и включился в антифашистскую борьбу. Занимался организацией партизанского движения.
Был командиром 8-й Горно-Оряховской повстанческой оперативной зоны в составе  Народно-освободительной повстанческой армии Болгарии.
После окончания войны служил помощником командующего IV Болгарской армии (1944—1945) и Второй Болгарской армии (март 1945 — сентябрь 1946). С сентября 1946 по май 1947 года — командиром второй фракийской пехотной дивизии. В 1947—1949 годах учился и окончил Академию Генерального штаба Вооруженных Сил Советского Союза. В 1949 году был отозван на родину. Работал директором индустриального предприятия. В январе 1950 года выведен из состава ЦК БКП.
Во время кампании против Т. Костова был обвинён в нарушениях партийной жизни.
В 1950—1953 годах — начальник военно-технической академии в Софии. С 1951 г. — командующий Приморского корпуса. Начальник тыла и снабжения  Болгарской народной армии (1954—1956). Несколько раз избирался членом Народного собрания Болгарии. На апрельском пленуме ЦК БКП (1956) резко выступил против Тодора Живкова с критикой его работы. Был снят со всех должностей и разжалован в полковники.
Умер после продолжительной болезни.